# Chartermeester
Een chartermeester is een academicus, meestal een historicus, rechtshistoricus of jurist, die postdoctoraal de opleiding tot Wetenschappelijk Archiefambtenaar heeft gedaan. Na de opheffing van de Rijksarchiefschool in 1924 was er de mogelijkheid staatsexamen te doen voor dit diploma. Met de opkomst van moderne media en de transformatie van de rijksarchiefdiensten tot regionaal-historische centra, heeft deze studie een andere invulling gekregen. Anno 2021 is de wetenschappelijke archiefopleiding een voltijdse studie, verbonden aan de Universiteit van Amsterdam (Archival and Information Studies).
Oorspronkelijk was de opleiding tot wetenschappelijk archiefambtenaar een twee jaar durende parttime studie, die bestond uit het afleggen van academische tentamens in een aantal hulpwetenschappen, waaronder paleografie, heraldiek, zegelkunde en diplomatiek, en de bestudering van de Handleiding voor het Ordenen en Beschrijven van Archieven (1898) en enkele dictaten. Daarnaast leerde men als volontair het ordenen en beschrijven van de stukken praktisch werkend onder leiding van een mentor bij een archiefbewaarplaats. Het examen werd afgelegd in twee gedeelten en leidde tot respectievelijk het diploma 'wetenschappelijk archiefambtenaar 2e klasse' en 'wetenschappelijk archiefambtenaar 1e klasse'. Daarmee verkreeg men de titel 'chartermeester'. 
De titel 'chartermeester' gaf toegang tot de hoogste ambtelijke functies bij de Rijksarchiefdienst. Een chartermeester werd benoemd als hoger archiefambtenaar (commies) en kon opklimmen tot chartermeester 1e klas, hoofdchartermeester en uiteindelijk rijksarchivaris, met bijbehorende ambtelijke rangen. In de hiërarchie van een rijksarchief volgde een chartermeester direct na de rijksarchivaris. De uitleg in verschillende woordenboeken, als zou een chartermeester een adjunct-archivaris zijn, is onjuist. Een chartermeester kon eventueel worden benoemd tot rijksarchivaris, maar was geen adjunct. 
Chartermeesters houden zich vooral bezig met archieven uit de middeleeuwen en het ancien régime, omdat hun kennis van de archivistiek en de mediëvistiek hen hiervoor bij uitstek geschikt maakt. 